# Triaeris
Genre
Triaeris est un genre d'araignées aranéomorphes de la famille des Oonopidae.

## Distribution
Les espèces de ce genre se rencontrent en Afrique et en Inde, Triaeris stenaspis est pantropicale et a été introduite en Europe.

## Liste des espèces
Selon World Spider Catalog (version 25.5, 21/07/2024) :
- Triaeris barela Gajbe, 2004
- Triaeris equestris Simon, 1907
- Triaeris fako Platnick, Dupérré, Ubick & Fannes, 2012
- Triaeris ibadan Platnick, Dupérré, Ubick & Fannes, 2012
- Triaeris khashiensis Tikader, 1966
- Triaeris macrophthalmus Berland, 1914
- Triaeris manii Tikader & Malhotra, 1974
- Triaeris menchum Platnick, Dupérré, Ubick & Fannes, 2012
- Triaeris moca Platnick, Dupérré, Ubick & Fannes, 2012
- Triaeris nagarensis Tikader & Malhotra, 1974
- Triaeris nagpurensis Tikader & Malhotra, 1974
- Triaeris oku Platnick, Dupérré, Ubick & Fannes, 2012
- Triaeris poonaensis Tikader & Malhotra, 1974
- Triaeris stenaspis Simon, 1892
- Triaeris togo Platnick, Dupérré, Ubick & Fannes, 2012

## Systématique et taxinomie
Ce genre a été décrit par Simon en 1892 dans les Oonopidae.

## Publication originale
- Simon, 1892 : « On the spiders of the island of St. Vincent. Part 1. » Proceedings of the Zoological Society of London, vol. 1891, p. 549-575 (texte intégral).